# Макаров, Михаил Афанасьевич

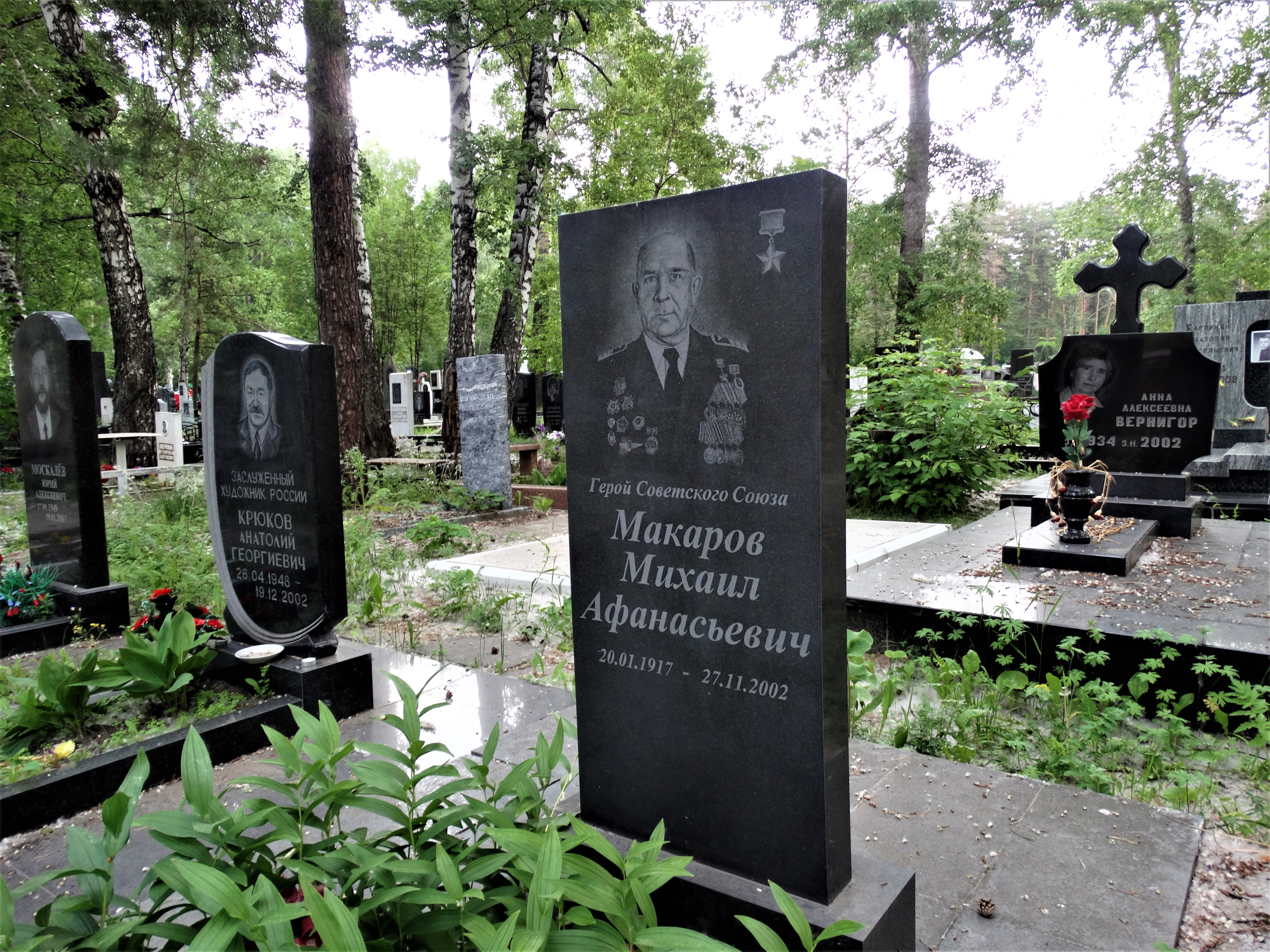
могила на Заельцовском кладбище.

Михаил Афанасьевич Мака́ров (20 января 1917 года, Омск — 27 ноября 2002 года, Новосибирск) — советский лётчик штурмовой авиации во время Великой Отечественной войны, Герой Советского Союза (18.08.1945). Капитан.

## Биография
После окончания семилетней школы и школы фабрично-заводского ученичества работал котельщиком на Омском паровозоремонтном заводе имени Я. Рудзутака. Учился в Омском аэроклубе, после окончания которого с 1936 года работал в нём же лётчиком-инструктором.
В апреле 1940 года Макаров был призван на службу в Рабоче-крестьянскую Красную Армию. В июне 1941 года он окончил Ульяновскую военную авиационную школу пилотов.
С августа 1942 года — на фронтах Великой Отечественной войны. Всю войну прошёл в одном полку, который воевал на Карельском фронте, а по окончании боевых действий в Заполярье в декабре 1944 года был передан на 2-й Белорусский фронт. В феврале 1944 года стал командиром звена. Был сбит 27 октября 1944 года в бою во время Петсамо-Киркенесской наступательной операции в районе Нейден, но с помощью местных жителей — норвежцев перешёл линию фронта.
К апрелю 1945 года лейтенант Михаил Макаров командовал звеном 828-го штурмового авиаполка 260-й штурмовой авиадивизии 4-й воздушной армии 2-го Белорусского фронта. К тому времени он совершил 105 боевых вылетов на штурмовку скоплений боевой техники и живой силы противника, нанеся ему большие потери.
Указом Президиума Верховного Совета СССР от 18 августа 1945 года за «образцовое выполнение боевых заданий командования на фронте борьбы с немецкими захватчиками и проявленные при этом отвагу и геройство» лейтенант Михаил Макаров был удостоен высокого звания Героя Советского Союза с вручением ордена Ленина и медали «Золотая Звезда» за номером 7954.
К Победе выполнил 113 боевых вылетов.
В 1946 году в звании капитана Макаров был уволен в запас. Проживал в Омске, а затем в Новосибирске, почти 30 лет работал пилотом в гражданской авиации. Уйдя с лётной работы по возрасту, с 1975 года работал начальником штаба гражданской обороны в Новосибирском аэропорту. Похоронен на Заельцовском кладбище Новосибирска.

## Награды
- Герой Советского Союза (18.08.1945)
- Орден Ленина (18.08.1945)
- Орден Октябрьской Революции
- Два ордена Красного Знамени (12.07.1944, 26.10.1944)
- Орден Александра Невского (23.02.1945)
- Два ордена Отечественной войны 1-й степени (25.05.1945, 11.03.1985)
- Орден Отечественной войны 2-й степени (4.06.1944)
- Орден «Знак Почёта»
- Ряд медалей[3]

## Память
В Новосибирске на улице Крылова № 53 в память о Михаиле Макарове установлена мемориальная доска.